# Kuo Cheng 2020
Kuo Cheng 2020 (tiếng Trung: 國城定潮; bính âm: Guó chéng dìng cháo) là một dân cư cao cấp nằm tại Tiền Trấn, Cao Hùng, Đài Loan. Tòa nhà cao 163 m (535 ft) bao gồm 41 tầng trên mặt đất và 4 tầng hầm.

## Thiết kế
Được thiết kế bởi kiến trúc sư người Singapore Soo K. Chan, Kuo Cheng 2020 sẽ cung cấp 187 căn hộ cũng như 12 cửa hàng, với các trang bị bao gồm sảnh lớn, phòng tiếp tân, thư viện, phòng tiệc, rạp chiếu phim cộng đồng, khu vực chơi cho trẻ em, sân chơi ngoài trời cho trẻ em, phòng chơi cờ, KTV, sky bar và hồ bơi trong nhà. Tòa nhà sẽ bao gồm hai nhà hàng Michelin: nhà hàng Nhật Bản Den và nhà hàng Pháp Liberté, đã mở cửa vào tháng 12 năm 2020.

## Liên kết
- Trang chủ chính thức của Kuo Cheng 2020
- Kuo Cheng 2020's Facebook Page trên Facebook